# Faranah (prefektura)
Faranah – prefektura w środkowej części Gwinei, w regionie Faranah. Zajmuje powierzchnię 12 966 km². W 1996 roku liczyła ok. 147 tys. mieszkańców. Siedzibą administracyjną prefektury jest miejscowość Faranah.